# 라일리 보엘클
라일리 보엘클(Riley Voelkel, 1990년 4월 26일 ~ )는 미국 출신 캐나다의 배우이다.

## 출연 작품
- 스크램블드 (2014)
- 신시사이저 (2013)
- 더 시크릿 라이브스 오브 독크스 (2013)
- 히든 문 (2012)
- 프롬 (2011)